# 15332 CERN
15332 CERN (tên chỉ định: 1993 TU24) là một tiểu hành tinh vành đai chính. Nó được phát hiện bởi Eric Walter Elst ở Đài thiên văn La Silla ở Chile ngày 9 tháng 10 năm 1993. Nó được đặt theo tên CERN, a particle physics laboratory ngày the border of France và Switzerland.